# 강기덕
강기덕(康基德, 1886년 5월 4일 ~ ?)은 한국의 독립운동가이다.

## 생애
함경남도 원산 출생이다. 1919년 3·1 운동에 민족대표 48인 중 한 사람으로 참가했다. 당시 그는 보성법률상업전문학교(고려대학교의 전신) 재학 중이었으며, 박희도, 이갑성을 통해 민족대표 33인과 연결된 뒤 학생 단체들과 모의하여 탑골공원 시위를 조직했다.
3·1 운동 거사 당일, 민족대표들이 당초 탑골공원에서 기미독립선언서를 낭독하기로 한 약속을 갑자기 바꾸어 태화관에 모여 있자 학생 대표로 태화관에 찾아가서 항의했다. 이들이 체포된 뒤에도 연희전문학교의 김원벽과 함께 중등학교 학생들을 규합하여 후속 시위를 주동하다가 3월 5일 서울역 시위 현장에서 체포되었다. 이 사건으로 징역 2년형을 선고 받아 복역했다.
이후에도 1927년 함남기자연맹이 기자대회를 주최하려다가 경찰과 충돌하여 시위가 발생한 함남기자대회 사건에 연루되었고, 1930년대에는 신간회 회원으로서 독립 운동을 계속했다.
1950년 한국 전쟁 발발 후 입북한 것이 확인되었다. 1956년 6월까지 교화소 분소에서 구금되어 있다가 1956년 7월 재북평화통일촉진협의회가 결성될 때 가담했으나, 이후 함경북도 방면으로 이주하였다는 설 외에는 행적이 알려지지 않았다.
- 대한민국 정부는 그의 공헌을 기려 1990년 건국훈장 독립장을 수여하였다.

## 참고 자료
- 강기덕 : 독립유공자 공훈록 - 국가보훈처